# Rogno

Castelfranco di Rogno, Gipsgrube. Historisches Bild von Leo Wehrli (1933)

Rogno ist eine Gemeinde (comune) mit 3828 Einwohnern (Stand 31. Dezember 2024) in der Provinz Bergamo in der Lombardei.

## Geographie
Sie liegt 90 Kilometer nordöstlich von Mailand und etwa 40 Kilometer nordöstlich von Bergamo im unteren Valcamonica. Rogno bedeckt eine Fläche von 15,6 Quadratkilometern.

## Gemeindepartnerschaft
- Clavesana